# Paulinho (Fußballspieler, 1982)
Paulinho, bürgerlich Paulo Menezes (* 14. Juli 1982 in Brasilien), ist ein ehemaliger brasilianischer Fußballspieler, der hauptsächlich in der Schweiz spielte.

## Karriere
Paulinho begann seine Karriere bei Fluminense in Brasilien, im Jahr 1998 kam er zusammen mit seiner frisch verheirateten Mutter in die Schweiz und spielte dort zunächst bei den Junioren des FC Würenlingen. Von 2003 bis 2009 spielte er als Mittelfeldspieler beim FC Aarau in der Super League. Zunächst von Trainer Alain Geiger als Stürmer verpflichtet, wurde er später auch als Mittelfeldspieler und zuletzt als Rechtsaussenverteidiger eingesetzt. In der Sommerpause 2009 wechselte er zum Grasshopper Club Zürich, wo er weiterhin als Außenverteidiger eingesetzt wurde. 2011 wurde er mit den Stadtzürchern Dritte in der Meisterschaft und kam in der Europa-League-Qualifikation 2011 zu zwei Einsätzen, was er später als seinen Karrierehöhepunkt bezeichnen sollte. 2012 erhielt er jedoch in Zürich keinen Vertrag mehr und spielte in der Folge für den FC Lugano.
Nach einem halben Jahr im Tessin wechselte er für ein halbes Jahr zurück nach Brasilien, um seiner nun wieder in Brasilien lebenden Familie näher zu sein. Dort wurde er aber mit seinem Engagement in der 2. Mannschaft von Botafogo FR in der dritthöchsten brasilianischen Liga nicht glücklich. In der Folge kehrte er im Herbst 2014 in die Schweiz zurück und wurde in der Winterpause vom FC Winterthur verpflichtet, bei dem er sich unter anderem nach seiner Rückkehr fit hielt. Für die Winterthurer spielte er danach bis im Sommer 2015.
Nach Vertragsende wollte Paulinho zum damaligen Promotion-League-Verein Servette Genf wechseln. Da der Verein zu dieser nur in der dritthöchsten Liga spielte, legte der Bund sein Veto ein und der Fußballspieler wurde nach 17 Jahren in der Schweiz ausgewiesen. Dies obwohl er mit seiner Schweizer Freundin einen dreijährigen Sohn hatte, musste er das Land noch im Herbst verlassen. Im Winter, als er vom FC Schaffhausen verpflichtet wurde, konnte er jedoch in die Schweiz zurückkehren und spielte bis 2022 bei den Munotstädtern.